# Bodegón con frutas (Caravaggio)
Bodegón con fruta sobre un borde de piedra es una pintura atribuida al maestro barroco italiano Michelangelo Merisi da Caravaggio (1571-1610).
La imagen ha sido fechada entre 1601 y 1610 (el erudito de Caravaggio John T. Spike precisa la fecha en torno a 1603 en la segunda edición revisada de su estudio del artista). Representa una cesta de mimbre repleta de diversas frutas y verduras sobre un saliente de piedra, con una luz fuerte pero suave, típica de Caravaggio, que cae desde la parte superior izquierda, como si entrase por un agujero en el techo (además, Caravaggio en esta época fue demandado por una casera por haber hecho un agujero en el techo de las habitaciones que alquilaba, presumiblemente para crear su iluminación característica). La mayor parte del espacio lo ocupan los grandes melones, calabacines y calabazas, la sandía y la calabaza abiertas para mostrar el interior, los calabacines, largos y retorcidos, parecen desear escapar del espacio bidimensional del plano pictórico.

## Bodegón
A Caravaggio se le ha atribuido con justicia el mérito de ser el padre de la pintura romana de bodegones, un género que estaba en su infancia a principios del siglo XVII. Aunque Caravaggio incluía con mucha frecuencia bodegones en sus obras, hasta la fecha solo se han identificado dos bodegones independientes de su mano. Se trata del Bodegón con frutas sobre un borde de piedra y la Cesta de frutas de la Ambrosiana de Milán. Debido tanto al extraordinario virtuosismo de su ejecución como a la complejidad del significado sugerido por su composición, los estudiosos se han referido al Bodegón con frutas sobre un borde de piedra como una imagen capital para el artista y una «obra maestra».
Si bien en cierto nivel la pintura es un valiente estudio de textura, forma y luz, la simbología renacentista de frutas y verduras era rica e intrincada, y dado este hecho y el hecho de que muchas de las pinturas aparentemente simples de Caravaggio, como Chico mordido por una lagartija, de hecho transporta mensajes ocultos, no es improbable que esta obra sea igualmente compleja. Sin embargo, hasta ahora no se ha avanzado ninguna lectura plausible, aunque varios comentaristas han notado la sugerencia visual de las frutas y melones húmedos cortados y los calabacines que se retuercen y empujan.

## Procedencia
Se registró por primera vez en la colección del cardenal Antonio Barberini en 1671, como «en la mano» del artista; Cómo llegó allí (y esta es la primera mención registrada de su existencia) está abierto a especulaciones, pero se sabe que Barberini compró parte de la colección del cardenal Francesco Maria del Monte, el primer mecenas de Caravaggio, cuando el cardenal murió en 1627. Por tanto, pudo haber sido una obra privada de Del Monte.
Otra posibilidad es que en 1644 el cardenal Antonio Barberini heredase el Bodegón con frutas sobre un borde de piedra de su tío, el Papa Urbano VIII, que fue el mayor mecenas del barroco romano y un ávido coleccionista de arte. Está documentado que en 1603, cuando aún era cardenal, Urbano VIII adquirió varias pinturas directamente de Caravaggio. El Bodegón con frutas sobre un borde de piedra fácilmente podría haber sido una de ellas. Comparte las mismas dimensiones y la misma paleta que el Sacrificio de Isaac, ahora en los Uffizi, que se sabe que formó parte de este grupo y que data del mismo período de la carrera de Caravaggio.